# ミシシッピニオイガメ
ミシシッピニオイガメ（学名：Sternotherus odoratus）は、ドロガメ科ニオイガメ属に分類されるカメ。ニオイガメ属の模式種。

## 分布
模式標本の産地（模式産地）はチャールストン周辺（サウスカロライナ州）。
アメリカ合衆国中央部から東部にかけて、カナダ（オンタリオ州、ケベック州南部）

## 形態
最大甲長13.6cm。背甲はややドーム状に盛りあがり、上から見ると細長い楕円形。椎甲板や肋甲板の後部の後ろにある甲板前部とは重ならない。後部縁甲板は鋸状に尖らず滑らか。背甲の色彩は灰褐色や暗褐色、黒一色。
下顎と喉には複数の髭状突起がある。吻端から側頭部にかけて左右に2本ずつ黄色や黄褐色の筋模様が入る。
卵は長径2.4-3.2cm、短径1.4-1.7cm。孵化直後の幼体は甲長1.2-1.3cm。幼体は椎甲板と肋甲板に筋状の盛り上がり（キール）がある。背甲の色彩は灰色や灰褐色で暗色の斑紋が入る。成長に伴いキールは消失し、背甲の色彩は暗色になり斑紋は消失する。

## 生態
主に底質が泥や砂の流れの緩やかな河川、湖、池沼、湿地などに生息する。夜行性で薄明薄暮時に主に活動し、昼間は水中の堆積物などに潜り休む。水温が低い日には主に昼間に活動するという観察例もある。水棲傾向が強く、浅瀬や水面で日光浴を行うものの自然下では上陸して日光浴することは少ない。生息地北部の個体群は冬季に冬眠するが、南部の個体群は周年活動する。危険を感じると後肢基部にある臭腺から臭いのある分泌液を出す。種小名odoratusは「芳香のある」の意、英名stinkpotは「臭い壷」の意でこの防御行動に由来する。
食性は雑食で、魚類、昆虫、甲殻類、貝類、動物の死骸、果実、水草、藻類などを食べる。主に水中で採食を行い、水底を徘徊しながら吻端を底質に挿し入れ獲物を捕食する。
繁殖形態は卵生。繁殖期になるとオスは総排泄腔周囲の臭いを嗅いで雌雄を確認し、メスに対しては体側面に吻端を擦りつけて求愛する。またメスに噛みついて動きを止めようとしたり、周囲を徘徊する。メスがオスを受け入れるとメスの上に乗り交尾する。生息地北部の個体群では5-8月に、水辺の草原や土が露出した部分に1回に1-10個の卵を年に1回から最大5回に分けて産む。卵は主に浅い穴を掘ってから産みその上に土や腐食質で覆うことが多いが、倒木の下などに産むこともある。卵は68-98日で孵化する。オスは甲長5-7cm（生後2-7年）、メスは甲長5.7-6.5cm（生後2-11年）で性成熟する。

## 人間との関係
ペットとして飼育されることがあり、日本にも輸入されている。流通量は多く野生個体、繁殖個体共に流通し、主に繁殖個体の幼体が流通する。アクアリウムかアクアテラリウムで飼育される。水棲傾向が強いため陸場が必要ない個体もいるが、体調の悪い個体や浅い水深で長く飼育されていた個体、複数飼育を行う場合に関しては避難場所として陸場を設ける。野生下では夜行性で陸場で日光浴を行うことは少ないが、飼育下では昼間でも活動し個体によっては陸場で日光浴も行う。幼体は水質の悪化に弱い面もあるため清涼な水質を維持するようにする。飼育下では人工飼料にも餌付く。属内（科内）でも協調性はよく、同種の複数飼育では問題が起こりづらいが、水質の悪化やストレスを考慮し個体密度を低くして飼育するのが望ましい。

## 画像

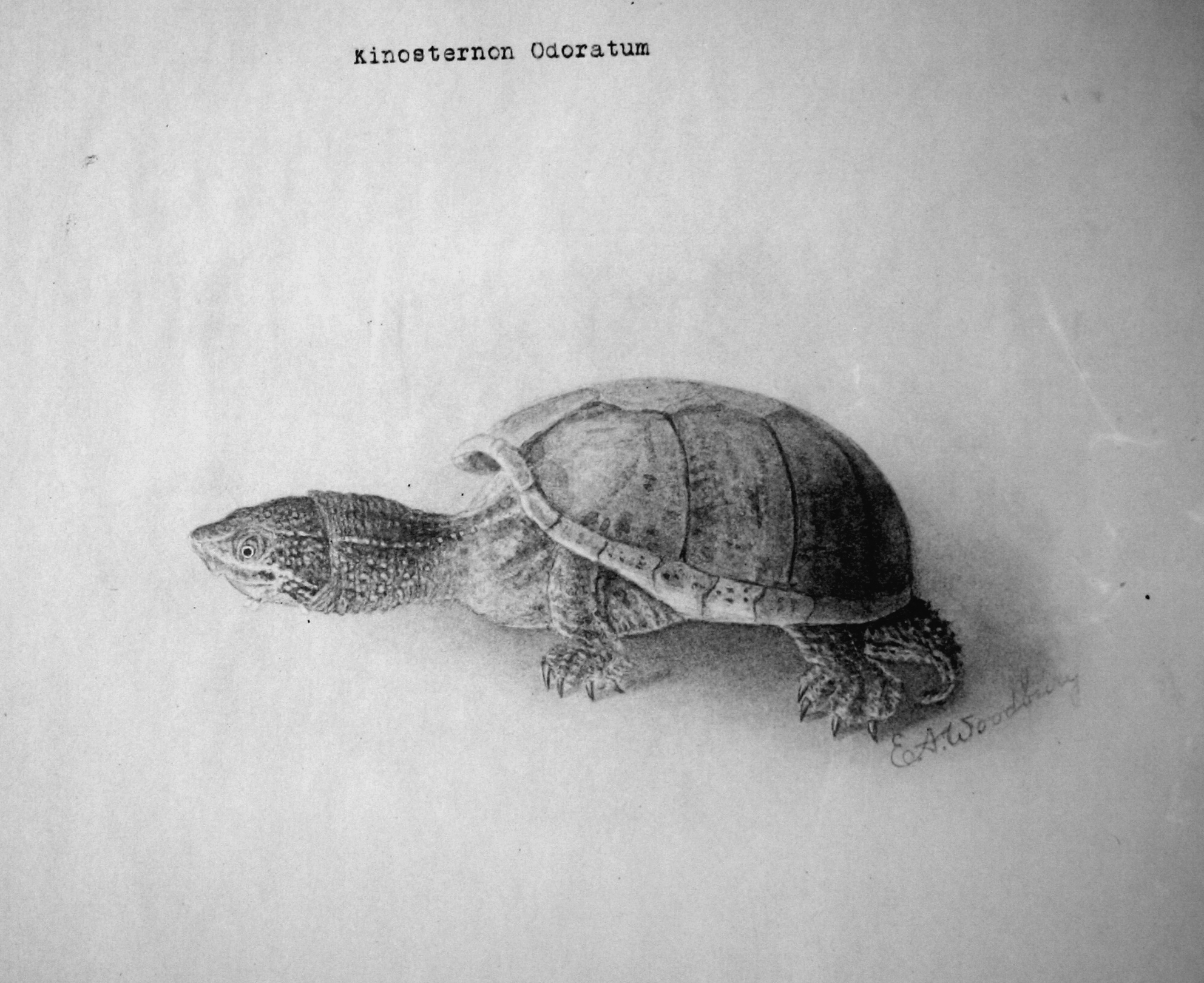
イラスト